# Puccinellia glaucescens
Puccinellia glaucescens är en gräsart som först beskrevs av Rodolfo Amando Philippi, och fick sitt nu gällande namn av Parodi. Enligt Catalogue of Life ingår Puccinellia glaucescens i släktet saltgrässläktet och familjen gräs, men enligt Dyntaxa är tillhörigheten istället släktet saltgrässläktet och familjen gräs. Arten förekommer tillfälligt i Sverige, men reproducerar sig inte. Inga underarter finns listade i Catalogue of Life.